# Pontenx-les-Forges
Pontenx-les-Forges är en kommun i departementet Landes i regionen Nouvelle-Aquitaine i sydvästra Frankrike. Kommunen ligger i kantonen Mimizan som tillhör arrondissementet Mont-de-Marsan. År 2022 hade Pontenx-les-Forges 1 737 invånare.

## Befolkningsutveckling
Antalet invånare i kommunen Pontenx-les-Forges
Referens:INSEE